# Patemon (Krejengan)
Patemon is een bestuurslaag in het regentschap Probolinggo van de provincie Oost-Java, Indonesië. Patemon telt 2876 inwoners (volkstelling 2010).